# Rhaphium exile
Rhaphium exile är en tvåvingeart som beskrevs av Charles Howard Curran 1926. Rhaphium exile ingår i släktet Rhaphium och familjen styltflugor.
Artens utbredningsområde är Tennessee. Inga underarter finns listade i Catalogue of Life.